# ヨハン3世 (ユーリヒ＝クレーフェ＝ベルク公)

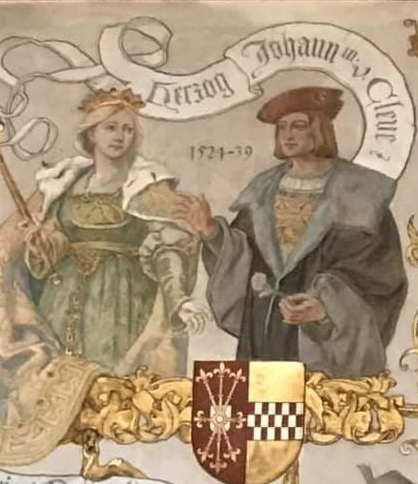
ヨハン3世と妃マリア

ヨハン3世 （Johann III. von Jülich-Kleve-Berg、1490年11月10日 - 1539年2月6日）は、ラーフェンスベルク領主、マルク伯およびユーリヒ＝クレーフェ＝ベルク公。平和公（der Friedfertige）と呼ばれた。

## 生涯
クレーフェ＝マルク公ヨハン2世とマティルデ・フォン・ヘッセンの息子として1490年11月10日に生まれた。1510年にユーリヒ＝ベルク公ヴィルヘルムの娘で女子相続人であったマリアと結婚した。
1521年以降ユーリヒ＝クレーフェ＝ベルク公と名乗るようになる。また、1528年以降はラーフェンスベルク伯領の領主となった。ヨハン3世は、プロテスタントの宗教改革においては2つの宗派の間で中道的態度を貫いた。実際、クレーフェの宮廷に真に影響を与えていたのはエラスムスであった。ヨハン3世の臣下の多くは、オランダの学者および神学者の友人であり、信奉者であった。1532年、ヨハン3世はエラスムスの多くの考えを表現した教会規則のリスト（Kirchenordnung）を書き上げた。
ヨハン3世は、長女のジビュレをザクセン選帝侯ヨハン・フリードリヒと結婚させたように、バランス感覚を持ち合わせていた。ヨハン・フリードリヒは後にシュマルカルデン同盟を主導した。多くの点で、ヨハン3世の宮廷は王妃を育てるのに理想的であった。基本的にリベラルであったが、真面目で、神学的な傾向があり、非常にエラスムス的であった。娘アンナはこのような宮廷で育てられ、後にイングランド王ヘンリー8世の4番目の妃となった。

## 子女
1509年、ユーリヒ＝ベルク公ヴィルヘルムの女子継承者マリアと結婚、4人の子をもうけた。
1. ジビュレ（1512年 - 1554年） - ザクセン選帝侯ヨハン・フリードリヒ妃[3]
2. アンナ（1515年 - 1557年） - イングランド王ヘンリー8世の4度目の妃（英語名アン・オブ・クレーヴズ）[3]
3. ヴィルヘルム（1516年 - 1592年） - ユーリヒ＝クレーフェ＝ベルク公。神聖ローマ皇帝フェルディナント1世の皇女マリアと結婚[3]。
4. アマーリエ（1517年 - 1586年） - 未婚